# Santa Maria de Castellar de n'Hug
Santa Maria és l'església parroquial de Castellar de n'Hug (el Berguedà). Situada al centre de la població, es conserva poc de l'edifici romànic, sent bàsicament d'estil neoclàssic. El campanar és l'element més destacat que queda de la construcció medieval, és de torre de planta quadrada amb quatre pisos, a la seva part inferior té una gran finestra amb arc de mig punt, que correspon al romànic, a partir del segon pis és d'època posterior. Al costat del campanar, al mur sud, s'obre la porta d'entrada amb forjat medieval.

## Arquitectura

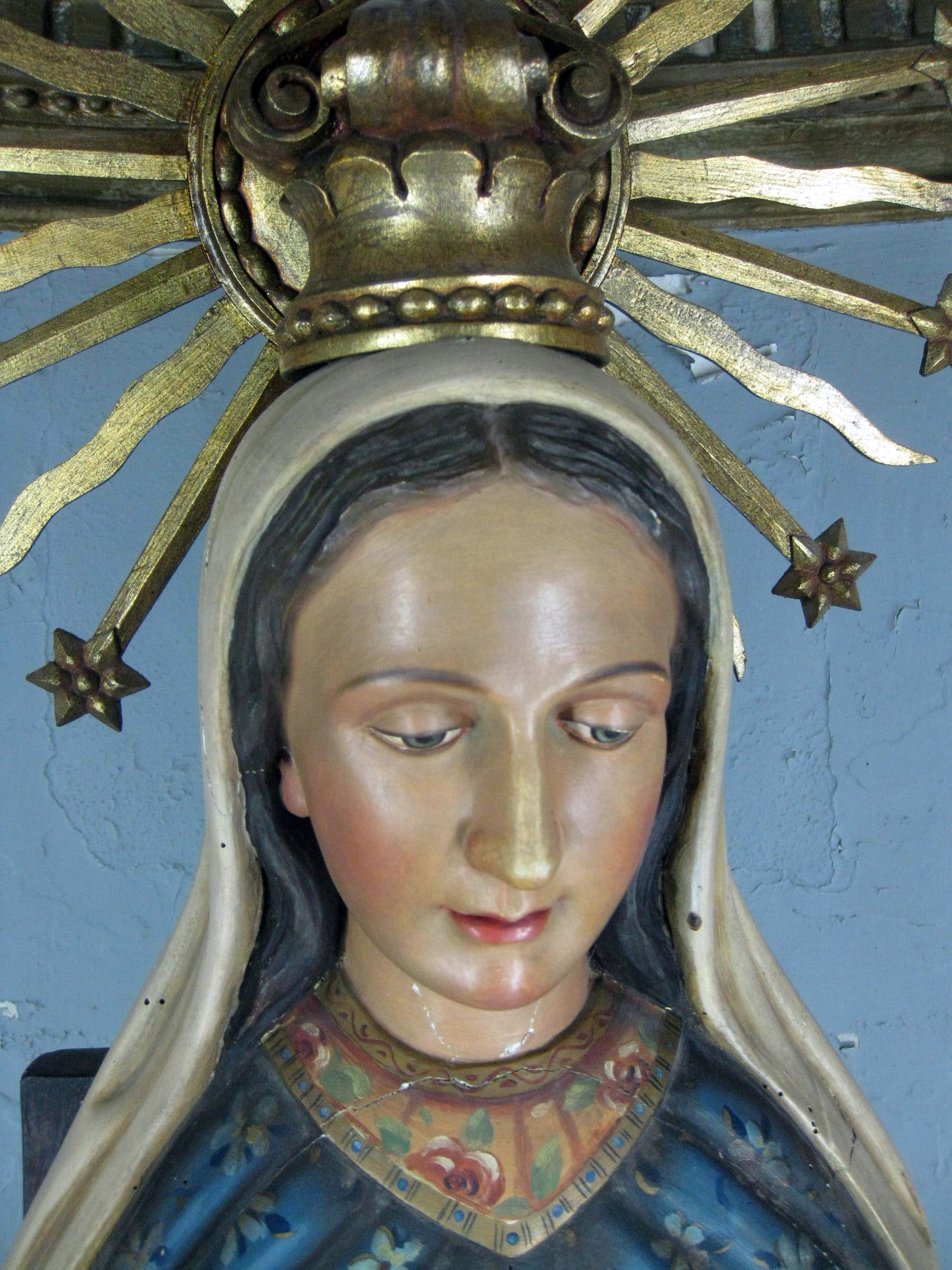
Santa Maria

És un edifici ubicat a la plaça, presidint el nucli antic de la població. Algunes de les parts es consideren romàniques. És una església de dimensions no gaire grans, construïda en diverses campanyes constructives. La nau és coberta amb volta de canó i l'altar amb volta de creueria. El parament és de grans carreus ben escairats i disposats en filades.
La porta es troba centrada al mur dels peus. És l'únic element que trenca la monotonia de la façana. La porta està a migjorn, és de dos batents de fusta que s'obre cap a dins i tanca el portal d'entrada, molt auster, amb dos arcs de mig punt en degradació. és a destacar la ferramenta de la pora, amb formes senzilles d'espirals entrellaçades. el ferro era utilitzat com a element de protecció i evolucionà cap a la seva utilització com a element decoratiu.
El campanar és una massissa torre de planta quadrangular amb obertures dovellades d'arc de mig punt, algunes d'elles parcialment cegades. El parament és força diferent, els carreus són de menors dimensions que els de la façana, menys homogenis i no tan ben escairats. La coberta és a dues aigües de teula àrab. Actualment la base del campanar correspon a un tram de la nau lateral de l'església modificada al segle XVII-XVIII aprofitant elements de l'antiga església romànica.

## Història
Documentada al segle x, a l'acta de consagració de la Seu d'Urgell. Hug de Mataplana i la seva esposa Elisenda, l'any 1229 van prendre sota la seva protecció l'església, la van dotar de diversos béns, així com van fer construir un altar dedicat a sant Miquel. L'any 1376 depenia del baró de Pinós. Va tenir com a sufragània seva, al segle xviii, l'església de Sant Vicenç de Rus.